# Gohou Drug
Legal Drug (合法ドラッグ, Gōhō Doraggu) é uma série de mangá por CLAMP. É publicada em Japão por Kadokawa Shoten e é publicada em inglês pela Tokyopop que têm liberado atualmente 3 volumes (10/05). A série também é conhecida como Lawful Drug.

## História
A história começa com o Kazahaya Kudo desmoronando na neve uma noite e ficando a beira da morte. Ele é salvo a tempo por um jovem homem misterioso chamado Rikuo Himura. ele parece lembrar de seu passado, assim que Kazahaya encontra-se com Kakei, empregado de Rikuo. Ele começa a trabalhar com Rikuo, que vira seu novo companheiro de quarto, em uma
farmácia chamado Drogaria Verde. Enquanto seu trabalho durante o dia é completamente simples, a noite Kazahaya e Rikuo são forçados por Kakei a fazer entregas um tanto estranhas, por causa de seus poderes sobrenaturais.
Kazahaya possui certas habilidades chamadas 'akin'; ele pode ver as memórias das pessoas tocando-as ou a um objeto que elas possui. Rikuo tem poderes telecinéticos fortes. Ambos os personagens principais têm o passado obscuro - que são revelados enquanto a série progride - na maior parte por Kakei, que também possui habilidades próprias.